# Спеодіаптомус Бірштейна
Спеодіаптомус Бірштейна (Speodiaptomus birsteini) — вид ракоподібних з родини Diaptomidae.

## Морфологічні ознаки
Ліва сторона генітального сегменту абдомена самиці випукла, тоді як права — увігнута і озброєна проксимальним виступом. У самця перший сегмент абдомену зліва має два вирости. Членик екзоподиту лівої ноги п'ятої торакальної пари самця направлений не всередину, як у діаптомід, а назовні. Довжина тіла близько 1 мм.

## Поширення
Ендемік підземного озера Скельської печери у Криму.

## Особливості біології
Мешканець печерних водойм.

## Загрози та охорона
Загрози: масові екскурсії у печеру, забруднення, смітники, освітлення, підвищення температури у печері та ін., пов'язане із туристичним бізнесом.